# Erupt & Matter
Erupt & Matter ist ein Lied des US-amerikanischen Electro-Musikers Moby. Der Song wurde am 14. Oktober 2016 als Download veröffentlicht und befindet sich auf Mobys 13. Studioalbum These Systems Are Failing. Mit seinem Projekt Moby & The Void Pacific Choir thematisiert er darin die weltweit zunehmende politische Instabilität.

## Inhalt

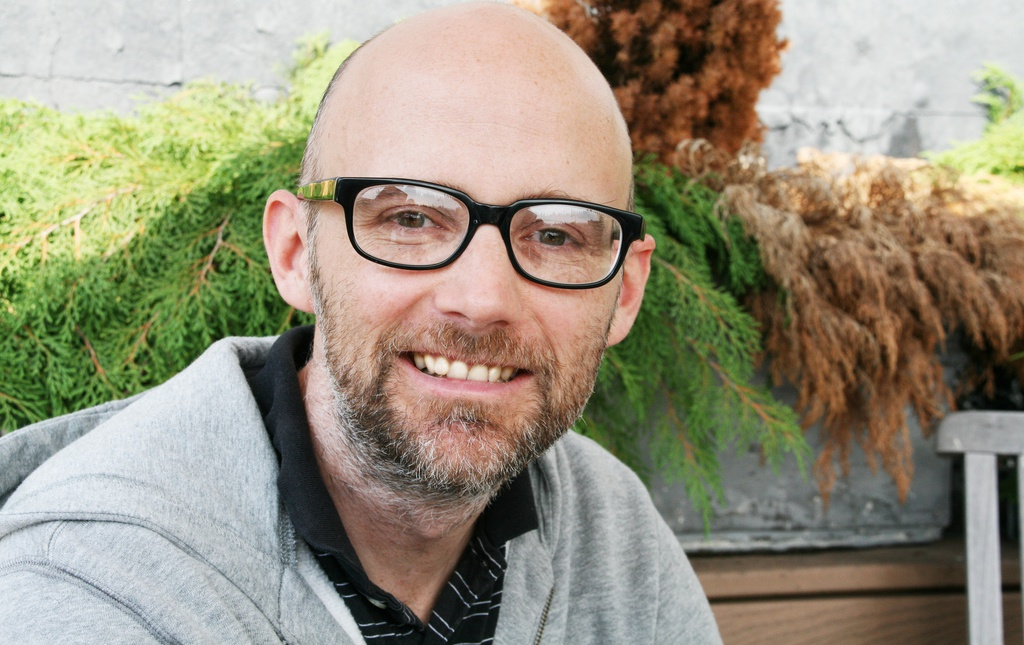
Moby (2009)

Der Song besteht aus zwei vierzeiligen Versen und einem längeren Refrain, der eine nicht näher definierte politische Obrigkeit mit einem Vertrauensverlust („We don’t trust you anymore“) konfrontiert. Dazwischen wird die Hookline „Pow! Pow! Erupt and matter!“ mehrfach wiederholt. Das Musikvideo und der einleitende Text auf Mobys Website stellen klar, an wen der Text adressiert ist.

“The racist and antiquated far right are encroaching upon democratic freedoms in almost every country in the western world. We need to respond by protesting, supporting progressives, and most important: voting.”

„Rassisten und der antiquierte rechte Rand breiten sich in beinahe jedem Land der westlichen Welt aus. Wir müssen uns dagegen wehren, indem wir protestieren, Progressive unterstützen und, am allerwichtigsten: wählen.“

## Musikvideo
Das Video zu Erupt & Matter wurde am 19. Januar 2017, einen Tag vor der Amtseinführung von Donald Trump, veröffentlicht. Es zeigt in schneller Schnittfolge abwechselnd Bilder diverser antidemokratischer Machthaber oder Politiker des rechten Spektrums und gewaltvollen Demonstrationen. Große weiße und rote Lettern rücken den Text des Refrains in den Vordergrund. Daneben sind Moby und seine Band zu sehen. Ultimate-Guitar fasste den Clip als „montage of political unrest“ („Montage politischer Unruhe“) zusammen.
Zu den gezeigten Politikern gehören neben Donald Trump Kim Jong-un, Baschar al-Assad, Nigel Farage, Recep Tayyip Erdoğan, Benito Mussolini, Rodrigo Duterte, Frauke Petry, Matteo Salvini, Norbert Hofer, Marine Le Pen, Geert Wilders, Boris Johnson, Mike Pence, David Duke, Mitt Romney, Newt Gingrich und Rudy Giuliani. Kommentatoren kritisierten insbesondere das Fehlen von Wladimir Putin.

## Rezeption
Consequence of Sound lobte den Song als einen der herausragenden Tracks auf dem Album und bezeichnete ihn als „Energieschub, gestützt von ,tribal percussion‘ und einen leidenschaftlichen Gesang gegen die Mächtigen“. Der Rolling Stone attestierte dem Song einen „hymnischen“ Charakter.
Obwohl sich Moby im Wahlkampf via Social Media dezidiert gegen Donald Trump ausgesprochen hatte, erhielt er eine Einladung als DJ zu einem Inaugurationsball. Wenig überraschend lehnte Moby das Angebot ab, ließ aber mit der Aussage aufhorchen, er würde auflegen, sollte Trump seine Steuererklärung veröffentlichen.
Der österreichische FPÖ-Politiker Norbert Hofer, Dritter Präsident des Nationalrats und 2016 Kandidat um das Amt des Bundespräsidenten, empörte sich über sein Vorkommen im Musikvideo und meinte, dass er sich davon „keinen Millimeter“ von seinem Weg abbringen ließe. Moby reagierte mit einem Facebook-Posting, in dem er bedauerte, dass die Menschheit nicht fähig sei, aus den Fehlern des 20. Jahrhunderts zu lernen. Er bot an, Hofer aus dem Clip zu entfernen, sollte dieser dem „Rassismus und rechten Wirtschaftspopulismus abschwören“.
In den Charts konnte sich der Song bislang nicht platzieren.